# گرافناو (وورتمبرگ)
گرافناو (به آلمانی: Grafenau) یک شهر در آلمان است که در Böblingen واقع شده‌است.